# Người Nhật Bản ở Cuba
Người Nhật Bản ở Cuba là những người có tổ tiên là người Nhật Bản cư trú tại Cuba.

## Lịch sử
Chính phủ Cuba lần đầu tiên tìm cách tuyển dụng công nhân Nhật Bản vào các đồn điền đường vào những năm 1880, nhưng chính phủ Nhật Bản từ chối chấp thuận với lý do điều kiện làm việc tồi tệ của công nhân Trung Quốc ở Cuba. Sau đó, người Nhật Bản đầu tiên được ghi nhận đến định cư ở Cuba là vào năm 1903. Nhóm khách lớn hơn đầu tiên đến từ Mexico trong khoảng thời gian từ năm 1910 -16, là khuôn mẫu cho những thập kỷ sau đó, cho những người chạy trốn bạo lực trong Cách mạng Mexico.
Họ đã thành lập một xã hội nông nghiệp ở Carmelina. Sau đó vào năm 1916, 262 người Nhật Bản đã đến đây. Hầu hết quyết định kiếm một công việc bằng cách thu hoạch mía. Nhưng các điều kiện rất khó khăn đối với người Nhật và một số đã quay trở lại Nhật Bản. Một số đã đến Isle of Youth, nơi một số gia đình thành lập trang trại rau quả. Năm 1926, việc nhập cư đến Cuba chậm lại.
Ngày 9 tháng 12 năm 1941, sau khi Nhật Bản tấn công Trân Châu Cảng, Tổng thống Batista tuyên chiến với Nhật Bản, cùng với các đồng minh phát xít của nước này. Vài ngày sau, vào ngày 12 tháng 12, tất cả con cháu Nhật Bản sống ở Cuba đều bị tuyên bố là "kẻ thù ngoài hành tinh". Hầu hết người Cuba của Nhật đã bị bắt giữ. Tính đến năm 1943, tổng cộng khoảng 1.200 người Nhật Bản đã nhập cư vào Cuba, trong đó có khoảng 200 người Okinawa. Sau đó, tổ tiên người Nhật bị trục xuất sang Hoa Kỳ. Một số đã tìm được việc làm mới khi họ đến. Một số làm đầu bếp, người hầu và các hình thức việc làm khác. Các tù nhân không được thả khi chiến tranh kết thúc. Nhóm cuối cùng được thả vào tháng 3 năm 1946; hơn sáu tháng sau khi Nhật Bản đầu hàng. Sau Thế chiến II, một số rời Cuba, trở lại Nhật Bản. Tình hữu nghị giữa hai nước đã giúp phụ nữ xây dựng một cộng đồng mới.

## Tình hình hiện nay
Năm 2008, chính phủ Nhật Bản đã phong tặng Huân chương Mặt trời mọc với tia sáng vàng và bạc cho Francisco Shinichi Miyasaka Machida để ghi nhận những đóng góp của ông đối với phúc lợi của con cháu những người Nhật Bản di cư ở Cuba.
Năm 2019, ước tính có khoảng 1.200 con cháu Nhật Bản sống ở Cuba.